# Национальная академия педагогических наук Украины
Национальная академия педагогических наук Украины (укр. Національна академія педагогічних наук України) — государственная академия, объединяющая учёных Украины, работающих в сфере образования и педагогики. Одна из шести государственных академий Украины.

## История
К моменту распада СССР на Украине работало 11 членов АПН СССР.
Академия была создана по указу президента Украины от 4 марта 1992 года как Академия педагогических наук Украины. Президентом-организатором был назначен Н. Д. Ярмаченко (после учреждения был избран президентом академии). 18 ноября 1992 года на первом общем собрании академии было завершено её создание, избраны президент, вице-президент (Л. А. Канищенко), главный учёный секретарь (О. Я. Савченко). В момент образования академия насчитывала 15 действительных членов — основателей академии. Ещё 7 человек были избраны академиками на первом общем собрании. Устав академии был принят в 1993 году. На 1992 год в академии было три отделения (теории и истории педагогики; дидактики, методики и информационных технологий в образовании; психологии, возрастной физиологии и дефектологии); в 1993 году к ним добавилось отделение педагогики и психологии профессионального образования, которое в 1997 году было разделено на два: отделение педагогики и психологии профессионально-технического образования и отделение педагогики и психологии высшей школы.
В 1997 году президентом АПН был избран В. Г. Кремень.

## Структура и состав
Общая численность членов НАПН Украины в 2019 году составляла 154 человек, из них 69 действительный член и 85 членов-корреспондентов. Кроме того, в состав Академии избрано 37 иностранных членов, 18 почетных академиков.
Президентом академии является академик НАН и НАПН В. Г. Кремень, первым вице-президентом — академик Луговой Владимир Илларионович, вице-президентом — член-корреспондент Топузов Олег Михайлович.
В научных учреждениях в 2019 году работало 1060 ученых, из них 190 докторов и 484 кандидатов наук.
Отделения:
- общей педагогики и философии образования (академик-секретарь Сисоева, Светлана Александровна);
- общего среднего образования (академик-секретарь Ляшенко, Александр Иванович);
- психологии, возрастной физиологии и дефектологии (академик-секретарь С. Д. Максименко);
- педагогики и психологии профессионально-технического образования (академик-секретарь Н. Г. Ничкало);
- высшего образования (академик-секретарь Саух, Петр Юрьевич).

Научно-исследовательские институты:
- Институт педагогики
- Институт психологии им. Г. С. Костюка
- Институт педагогического образования и образования взрослых им. Ивана Зязюна
- Институт проблем воспитания
- Институт специальной педагогики и психологии им. Н. Ярмаченко
- Институт социальной и политической психологии
- Институт высшего образования
- Институт информационных технологий и средств обучения
- Институт профессионально-технического образования
- Институт одарённого ребёнка

- Государственное учреждение высшего образования «Университет менеджмента образования» НАПН Украины

Научные центры:
- Украинский научно-методический центр практической психологии и социальной работы
- Львовський научно-практический центр профессионально-технического образования

В состав НАПН входят также:
- Государственная научно-педагогическая библиотека Украины им. В. А. Сухомлинского[1]
- Педагогический музей Украины